# Kimmy Gatewood
Kimmy Gatewood es una actriz, directora, escritora y cantante estadounidense. Gatewood es oriunda de Silver Spring, Maryland y estudió en Paint Branch High School.

## Filmografía

### Cine
- 2012: Zombies and Cheerleaders - Bunny.
- 2014: Jersey Boys - Angel #1.
- 2015: Fun Size Horror: Volume One - Janice.
- 2015: Smosh: The Movie - Diri, Hairstylist.
- 2021: Good on Paper - Directora.

## Televisión
- 2011: Community - Glee Club Girl #2.
- 2011-2019: Conan
- 2012-2016: Epic Rap Battles of History - Hillary Clinton / Marilyn Monroe.
- 2017: A Christmas Story Live! - Cora Apple.
- 2017-2019: GLOW - Stacey Beswick.
- 2018: WWE SmackDown - Ella Misma.
- 2018-2019: Atypical

- Datos: Q33084367
- Multimedia: Kimmy Gatewood / Q33084367